# Emil Hannover

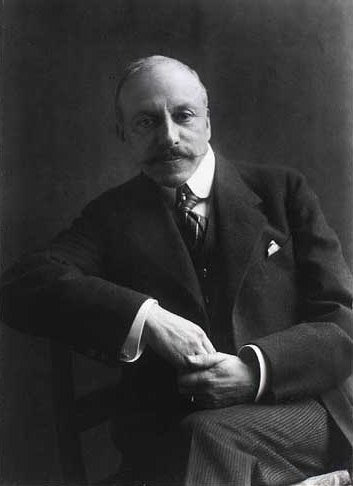
Emil Hannover

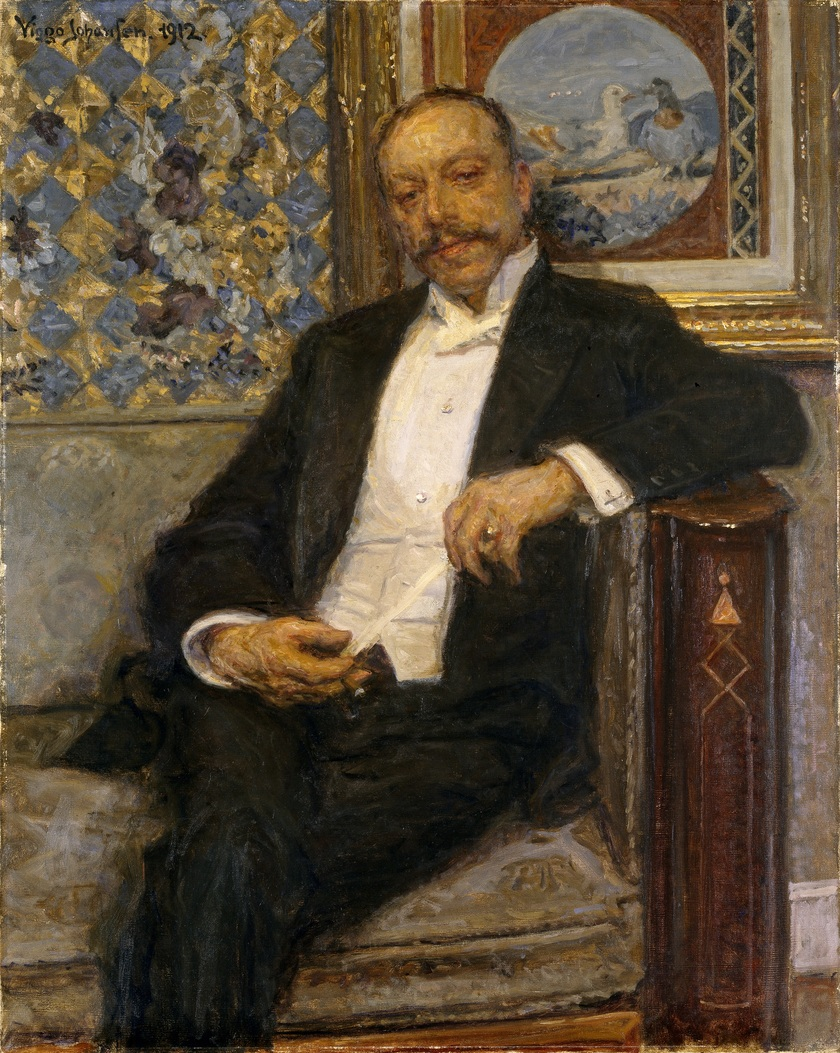
Viggo Johansen: Museumsdirektør
Emil Hannover, 1912,
Sammlung Hirschsprung

Emil Viggo Hannover (geboren am 27. September 1864 in Kopenhagen; gestorben am 8. März 1923 ebenda) war ein dänischer Bibliothekar, Kunsthistoriker, Autor und Museumsdirektor.

## Leben
Emil Hannover wurde als Sohn des Arztes und Staatsrates (Etatsråd) Adolph Hannover (1814–1894) und der Ida Sara Fridericia (1838–1920) in einem jüdischen Elternhaus geboren. Nach dem Besuch der Efterslægtselskabets Skole (Schule der Nachkommen) wollte er zunächst Maler werden und war 1879–1883 Student an der Königlich Dänischen Kunstakademie. Er verließ die Akademie, um sich ausschließlich dem Studium der Kunstgeschichte zu widmen, u. a. bei dem Kunsthistoriker Julius Lange. Es folgten Studienreisen nach Frankreich, Deutschland und England.
Hannovers Interesse galt zunächst neben der neueren dänischen bildenden Kunst der Forschung mit Bezug zu Kunst und Kultur des Rokoko und führten zu verschiedenen Abhandlungen über Architektur und Kunsthandwerk des 18. Jahrhunderts. Seine erste Arbeit war der 1884 in der Zeitschrift Hjemme og Ude – Nordisk Udeblad abgedruckte Artikel Lidt om Krøyer og den danske Malerkunst. Er war Verfasser zahlreicher Artikel über zeitgenössische Kunst und Künstler, die er z. B. ab 1884 als Kritiker der Tageszeitung Politiken oder in den Zeitschriften Tilskueren und Kunstbladet veröffentlichte, bei letztgenannter wirkte er ab 1898 als Redakteur.
Seine Studien zum 18. Jahrhundert begannen 1887 mit einer in Tilskueren veröffentlichten Dissertation über den Zwinger in Dresden. Seine Abhandlungen zum Möbelstil der Zeit Ludwig XVI. – dem Louis-seize – und zum Empirestil sowie sein erstes größeres Werk, das sich mit Antoine Watteau (1888, deutsch 1889) befasste, machten ihn nicht nur in Dänemark als Kritiker bekannt. Sie nahmen seine spätere Forschungsarbeit als Kunstindustriehistoriker vorweg. Parallel hierzu erschienen später umfangreiche Monographien über die Maler Christen Købke (1893), C. W. Eckersberg (1898) und Constantin Hansen (1901), Vertreter des Goldenen Zeitalters Dänemarks (dänisch Den Danske Guldalder).

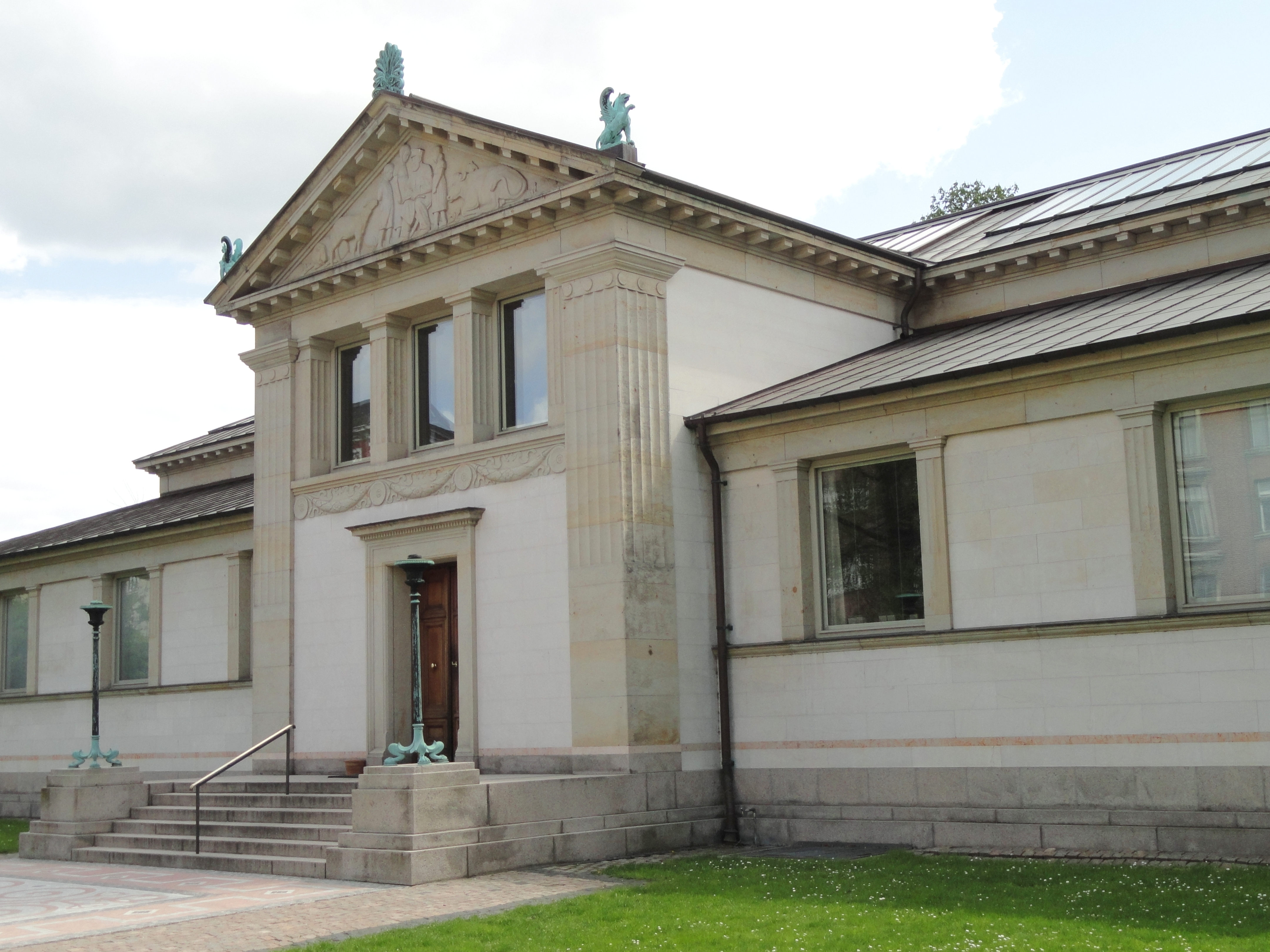
Den Hirschsprungske Samling, Stockholmsgade 20

Pietro Krohn war 1893 der erste Direktor des Dänischen Kunstindustriemuseums (dänisch Det Danske Kunstindustrimuseet, heute: Designmuseum Danmark). 1894 begann Hannover an diesem Museum seine Tätigkeit als Museumskurator und Bibliothekar und war verantwortlich für den Aufbau der Bibliothek und der Bildersammlung. Nach dem Tod Krohns wurde er 1906 dessen Nachfolger als Museumsdirektor. Für die aus der Schenkung der Kunstsammlung Heinrich Hirschsprungs an den dänischen Staat entstehende Sammlung Hirschsprung (dänisch Den Hirschsprungske Samling) war er bereits während der Entstehungsphase für Innenarchitektur, Katalogisierung und Organisation zuständig und wurde nach der Eröffnung 1911 auch deren Direktor.
Sein Interesse an der kollegialen Zusammenarbeit zwischen skandinavischen Museumsleuten zeigte Professor Dr. Hannover bei der Gründung des Skandinavischen Museumsverbandes (dänisch Skandinavisk Museumsforbund; seit 2015: Nordischer Museumsverband) im Jahr 1915, der auf seiner Initiative beruht. Zu den bekanntesten Mitgliedern der Leitung zählten Karl Madsen, Direktor der Kopenhagener Galerien, Richard Bergh, Direktor des Schwedischen Nationalmuseums in Stockholm und Jens Thiis, Direktor der Nationalgalerie in Kristiania.
Hannover galt als einer der besten Kenner alter Bucheinbände, auch hierzu entstanden Abhandlungen; bereits 1891 etwa „Über das Sammeln von Büchern“ und danach Kataloge zu Ausstellungen kunstvoller alter Bucheinbände (1906/1913), zum Teil verbunden mit einer Einführung in die Geschichte der Buchbindekunst. Mit der Funktion als Direktor des Museums kam es zur immer umfassenderen und intensiveren Beschäftigung mit der Geschichte der angewandten Kunst. Besonderes Spezialgebiet war hierbei die Keramik. „Er erlangte nach und nach einen Einblick in dieses Gebiet, der ihm eine in Europa angesehene Position als Kenner und Historiker sicherte.“ Niederschlag dieser Forschungen war das Werk Keramisk Haandbog I–II, (1919–1924). Zum Zeitpunkt seines Todes war es erst teilweise veröffentlicht aber bereits vollständig als Manuskript fertiggestellt. In einer englischen Übersetzung wurde es 1925 von Bernard Rackham (1876–1964) als Pottery and porcelain – a handbook for collectors. in London herausgegeben.

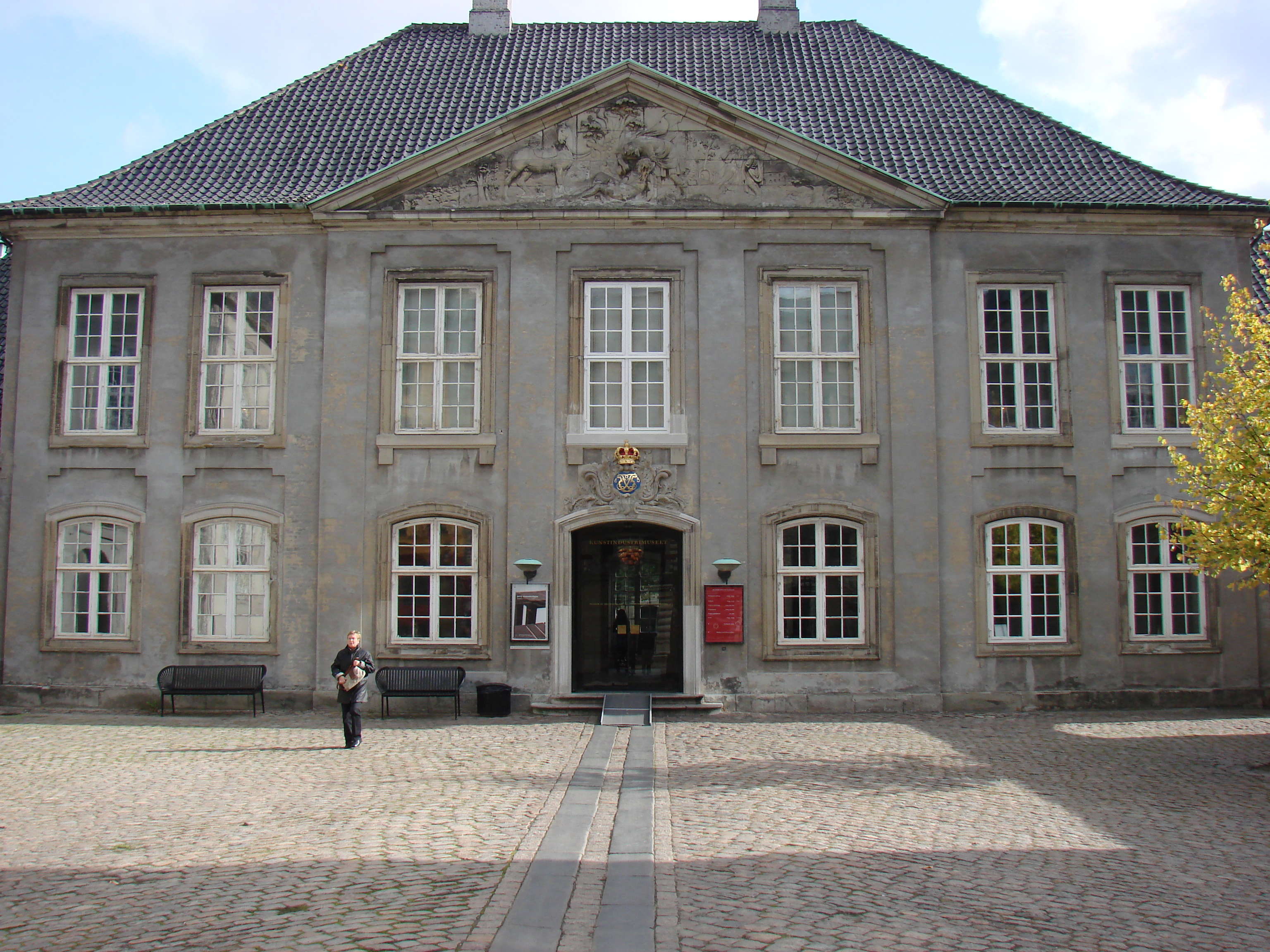
Det Danske Kunstindustrimuseet, heute Designmuseum Danmark, Bredgade 73

Hannovers Verhandlungsgeschick war es 1919 zu verdanken, dass das Kunstindustriemuseum von dem Kopenhagener Bankdirektor Emil Glückstadt (1875–1923) die Gebäude des stillgelegten nach König Frederik V. benannten Kongelig Frederiks Hospital an der Bredgade (erbaut 1752–1757) als Schenkung erhielt. Die Inneneinrichtung konnte er noch vorbereiten, den Umzug des Museums im Jahre 1926 erlebte er nicht mehr.

„Nach dem Tod von Pietro Krohn wurde er 1906 Direktor des Museums. Er wurde für diese Position geboren – der Kenner schlechthin aufgrund seines sicheren Gespürs für Qualität und seines scharfen Blicks für die Besonderheit des Details, der ruhige, leidenschaftliche Sammler, außerdem der niemals müde werdende Organisator.“

Emil Hannover war seit dem 22. November 1887 verheiratet mit Alice Johanne Ruben (1866–1939; Die Ehe wurde 1894 aufgelöst.) und in zweiter Ehe seit dem 15. Mai 1897 mit der Keramikerin Karen Anna Topsøe (1872–1943). Der zweiten Ehe entstammten ein Sohn (bereits im Wochenbett verstorben) und drei Töchter. Sein älterer Bruder war der Professor Harald Immanuel Hannover (1861–1937), Direktor des dänischen Prüfamtes und Rektor der Technischen Universität Dänemarks. Hannover wurde auf dem Vestre Kirkegård in Kopenhagen bestattet.

## Publikationen (Auswahl)

### Bücher
- Fransk Møbelkunst i forrige Aarhundred. G.B.C. Gad, Kopenhagen 1886
- Ludvig XVI’s stil og dens møbelkunst. G.E.C. Gad, Kopenhagen 1887
- „De galante Festers Maler“ Antoine Watteau – Hans Liv, hans Værk, hans Tid. Gyldendal, Kopenhagen 1888 (hathitrust.org)
  - Antoine Watteau. Oppenheim, Berlin 1889, aus dem Dänischen übersetzt von Alice Hannover (google.books)
- Om at samle paa Bøger. P.G. Philipsen, Kopenhagen 1891 [„Über das Sammeln von Büchern“][8]
- Maleren Christen Købke. Kunstforeningen, Kopenhagen 1893 (Textarchiv – Internet Archive)
- Maleren C. W. Eckersberg – en Studie i dansk Kunsthistorie. Kunstforeningen, Kopenhagen 1898 (Textarchiv – Internet Archive)
- Gustave Courbet. Sonderdruck aus: Tilskueren. 1900
- Maleren Constantin Hansen – en Studie i dansk Kunsthistorie. Kunstforeningen, Kopenhagen 1901 (Textarchiv – Internet Archive)
- Fortegnelse over den Hirschsprungske Samling af danske Kunstneres Arbejder udstillede paa Charlottenborg Kjøbenhaven i Sommeren 1902. Petersens Bogtrykkerei, Kopenhagen 1902
- Katalog over udstillingen of kunstfaerdige gamle bokbind indtil 1850 : med en indledning om bokbinderkunstens historie. Det Danske Kunstindustrimuseum (Hrsg.), Nielsen & Lydiche, Kopenhagen 1906 [„Katalog zur Ausstellung kunstvoller alter Bucheinbände bis 1850. Mit einer Einführung in die Geschichte der Buchbindekunst.“][8]
- Thorvaldsens værker – halvandet hundrede afbildninger i autotypi. Gad, Kopenhagen 1907 [„Thorvaldsens Werke – 150 (eineinhalb Hundert) Darstellungen in Autotypie.“][8]
- Kunstfærdige gamle bogbind indtil 1850 – det Danske Kunstindustrimuseums udstilling 1906. Det Danske Kunstindustrimuseum (Hrsg.), Lehmann & Stages, Kopenhagen 1907 (Textarchiv – Internet Archive) [„Künstlerische alte Bucheinbände bis 1850 – Ausstellung 1906“]
- Dänische Kunst des 19. Jahrhunderts. (= Geschichte der modernen Kunst. 7) Seemann, Leipzig 1907 (Textarchiv – Internet Archive)
- Fortegnelse over den Hirschsprungske Samling af danske Kunstneres Arbejder Aar 1902 skænket af Heinrich Hirschsprung og Hustru til den danske Stat. Egmont H. Petersen, Kopenhagen 1911 [„Verzeichnis der Werke dänischer Künstler in der Hirschsprung-Sammlung, die Heinrich Hirschsprung und seine Frau im Jahr 1902 dem dänischen Staat schenkten.“][8]
- Kunstfærdige Bogbind fra Aar 1800 indtil Nutiden – Kunstindustrimuseets Udstilling Februar – Marts 1913 i Anledning af Forening for Boghaandværks 25-Aars Jubilæum. Kopenhagen 1913 [„Handgefertigte Bucheinbände vom Jahr 1800 bis heute – Ausstellung des Kunstindustriemuseums Februar – März 1913 anlässlich des 25-jährigen Jubiläums des Vereins für Buchhandwerk.“][8]
- Fortrolig fortegnelse over en række forfalskninger. Udstillede i det Danske Kunstindustrimuseum i anledn. af Skandinavisk Museumsforbunds konstituerende møde den 20. – 24. September 1915. Egmont H. Petersens Kgl. Hof-Bogtrykkeri, Kopenhagen 1915 (doi:10.11588/diglit.69713) [„Vertrauliches Verzeichnis über eine Reihe von Fälschungen. Ausgestellt im Dänischen Kunstindustriemuseum anlässlich der konstituierenden Sitzung des Skandinavischen Museumsverbandes.“][8]
- Fortrolig fortegnelse over en række forfalskninger. Billed-bilag. Egmont H. Petersen, Kopenhagen 1915 (doi:10.11588/diglit.69714)
- Svensk kunst – nogle grundtraek af dens karakter. Gyldendal, Kopenhagen 1916 (Textarchiv – Internet Archive)
[„Schwedische Kunst – einige grundlegende Merkmale ihres Charakters.“][8]
- Det nittende aarhundredes Kunst – skikkelser of strømninger. Gyldendal, Kopenhagen 1918 [„Die Kunst des 19. Jahrhunderts – Figuren und Strömungen.“]
- Scandinavian art – illustrated. (= Scandinavian monographs; 5), mit Carl G. Laurin (1868–1940), Jens Thiis (1870–1942), Christian Brinton (1870–1942) (Einführung), The American-Scandinavian Foundation [u. a.], New York, NY 1922 (englisch)
- Keramisk haandbog. Teil 1, Fayence – Majolika – Stentøi. Kopenhagen 1919
- Keramisk haandbog. Teil 2.1 Kina – Korea – Japan. Kopenhagen 1923
- Keramisk haandbog. Teil 2.2 Europaeisk Porcellaen. Kopenhagen 1924
- Pottery and porcelain – a handbook for collectors. from the Danish of Emil Hannover … by Bernard Rackham (1876–1964), Ernest Benn, London 1925
  - Teil 1: Europe and the Near East – earthenware and stoneware.
  - Teil 2: The Far East.
  - Teil 3: European porcelain.
- Erindringer fra barndom og ungdom. H. P. Rohde (Einleitung und Hrsg.), Forening for boghaandvaerk, Kopenhagen 1966 [„Erinnerungen aus Kindheit und Jugend.“][8]

### Aufsätze
- „Zwinger“ i Dresden. In: Tilskueren – maanedsskrift for literatur. Jg. 4 (1887), S. 118–144 (dänisch; runeberg.org) [Tilskueren = Zuschauer][8]
- Hamburgs Museum for Kunstindustri. In: Industriforeningens tidsskrift. 1888, ZDB-ID 1078811-6
- Skandinavisches Kunstgewerbe auf der nordischen Ausstellung in Kopenhagen. In: Zeitschrift des Badischen Kunstgewerbevereins zu Karlsruhe. Band 4, (1888), ZDB-ID 2466675-0, S. 195–203, (doi:10.11588/diglit.4087.88)
- Einige Worte über Watteau's Leben und Werke. In: Zeitschrift für bildende Kunst. Jg. 24, 1889, S. 213–219 (uni-goettingen)
- Kvindeidealets udvikling i den italienske Malerkunst indtil Rafael – et udkast. In: Tilskueren. Jg. 13 (1896), S. 849–882 (dänisch; runeberg.org)
[„Die Entwicklung des weiblichen Ideals in der italienischen Malerei bis Raffael – ein Entwurf“][8]
- Bertel Thorwaldsen. In: Das Museum. Band 7 (1902), S. 69–74
- Munthes Teppich „Nordlichtstöchter“. In: Das Hamburgische Museum für Kunst und Gewerbe. (1902), S. 227–231
- Die Sammlung Hirschsprung. In: Kunst und Künstler. Band 1 (1903), S. 147–150 (doi:10.11588/diglit.3547.24) sowie S. 215–218 (doi:10.11588/diglit.3547.31)
- Die Seele Giorgiones. In: Kunst und Künstler. Band 1 (1903), S. 341–350 (doi:10.11588/diglit.3547.50)
- Aubrey Beardsley. In: Kunst und Künstler. Band 1 (1903), S. 418–425 (doi:10.11588/diglit.3547.61)
- Kate Greenaway. In: Kunst und Künstler. Band 2 (1904), S. 113–117 (doi:10.11588/diglit.3550.18)
- Émile Gallé. In: Kunst und Künstler. Band 3 (1905), S. 290–297 (doi:10.11588/diglit.4389.47)
- Gustave Courbet. In: Kunst und Künstler. Band 4 (1906), S. 20–28 (doi:10.11588/diglit.4390.3) sowie S. 71–83 (doi:10.11588/diglit.4390.9)
- Weibliche Kunst – Minka Grønvold. In: Kunst und Künstler. Band 5 (1907), S. 397–404 (doi:10.11588/diglit.4704.56)
- Die Majoliken Veronas. In: Der Cicerone. Band 4 (1912), ZDB-ID 2786968-4, S. 469–473 (doi:10.11588/diglit.25673.149)

Eine Bibliographie zu Emil Hannover wurde 1942 vom Kunstindustriemuseum herausgegeben:
- Merete Bodelsen: Emil Hannover : Bibliografi 1884 – 1923. Kunstindustriemuseets Venner, Kopenhagen 1942